# 810 Atossa
810 Atossa
810 Atossa là một tiểu hành tinh ở vành đai chính, thuộc nhóm tiểu hành tinh Flora. Nó được xếp loại tiểu hành tinh kiểu S, có bề mặt sáng.
Tiểu hành tinh này do Max Wolf phát hiện ngày 8.9.1915 ở Heidelberg, và được đặt theo tên Atossa, hoàng hậu Ba Tư thời xưa, con gái của Cyrus, vợ của Darius.